# Megalogomphus ceylonicus
Megalogomphus ceylonicus – gatunek ważki z rodziny gadziogłówkowatych (Gomphidae).